# آلمانی بالای نو پیشین
آلمانی بالای نو پیشین دوره‌ای از تاریخ زبان آلمانی است که از سال ۱۳۵۰ تا ۱۶۵۰ به طول انجامید. این دوره با پایان آلمانی بالای میانه در سال ۱۳۵۰ آغاز شد و در نهایت در حدود سال ۱۶۵۰ به آلمانی بالای نو تکامل یافت.